# Adolf Suter
Adolf Suter (* 26. Juli 1882 in Muotathal; † 6. Januar 1947 in Schwyz) war ein Schweizer Jurist und Politiker (CVP).

## Leben

### Familie
Adolf Suter entstammte dem Landleutegeschlecht Suter und war der Sohn des Ratsherrn und Landwirts Martin Suter und dessen Ehefrau Katharina (geb. Suter).
Er war ein Neffe des Politikers Peter Suter (1826–1897).
Seit 1910 war er mit Hedwig Maggion (1886–1958), der Tochter von Adrian Maggion, verheiratet; gemeinsam hatten sie zwei Töchter und einen Sohn.

### Werdegang
Adolf Suter besuchte die Primarschule in Muotathal und die Gymnasien in Stans (siehe Kollegium St. Fidelis) und Schwyz (siehe Kantonsschule Kollegium Schwyz), bevor er sich zu einem Studium der Rechtswissenschaften an der Universität Freiburg im Uechtland immatrikulierte; das Studium setzte er an der Universität Bern fort und promovierte 1908 an der Universität Freiburg mit seiner Dissertation Die Nachbarschaft nach dem Schweizerischen Zivilgesetzbuch mit summa cum laude zum Dr. jur.
Nach Beendigung des Studiums trat er zu einem Anwaltspraktikum in das Anwaltsbüro von Nationalrat Emil Grünenfelder in Flums ein, bevor er kurzzeitig als Rechtsanwalt in Schwyz tätig war.
Von 1909 bis 1923 war er Landschreiber des Bezirks Schwyz. In dieser Zeit wirkte er von 1919 bis 1922 als Gerichtsschreiber sowie ab 1922 bis zu seinem Tod als Präsident des Bezirksgerichts.
Suter pflegte eine persönliche Freundschaft zum Bundespräsidenten Philipp Etter, der an seiner Beisetzung teilnahm.

### Politisches Wirken
Von 1920 bis 1928 war Adolf Suter Schwyzer Kantonsrat und übte von 1924 bis 1925 das Amt des Kantonratspräsidenten aus. Von 1928 – als Nachfolger von Joseph Räber – bis 1947 war er katholisch-konservativer Ständerat und wurde 1942 dessen Vizepräsident sowie 1944 Ständeratspräsident. Sein Nachfolger im Ständerat wurde Anton Gwerder (1894–1949).
Suter war Mitglied in über 100 Kommissionen, unter anderem in der aussenpolitischen sowie der sicherheitspolitischen Kommission des Ständerats; überwiegend beschäftigte er sich mit Finanz- und Rechtsfragen. 1934 wurde er Mitglied der standesrätlichen Finanzkommission, die er ab 1940 präsidierte.
Während der Beratungen über das Schweizerische Strafgesetzbuch setzte sich Suter 1931 dafür ein, dass es den Kantonen überlassen werden sollte, über die Beibehaltung der Todesstrafe zu entscheiden.

### Mitgliedschaften
Adolf Suter gehörte der 1909 gegründeten Stanser Studentenverbindung Struthonia des Schweizerischen Studentenvereins an.

## Schriften (Auswahl)
- Die Nachbarschaft nach dem Schweizerischen Zivilgesetzbuch. 1908.